# Лучше шоколада
«Лучше шоколада» (англ. Better Than Chocolate) — канадский фильм 1999 года режиссёра Энн Уилер.

## Сюжет
Мэгги недавно бросила университет и начала самостоятельную жизнь отдельно без семьи. Она работает в книжном магазине, там же и живёт. Ситуация меняется, когда к ней вынуждена переехать мать с братом. Мэгги приходится снять квартиру. В это же время она влюбляется в Ким, и они начинают жить вместе. Когда приезжает мать, Мэгги вынуждена скрывать свою ориентацию и держать в тайне, какие отношения связывают их с Ким. Рано или поздно правда должна открыться, и совсем не обязательно, что это приведет к катастрофе.

## В ролях
| В ролях          |  | Персонаж         |
| ---------------- |  | ---------------- |
| Кэрин Двайер     |  | Мэгги            |
| Кристина Кокс    |  | Ким              |
| Венди Крюсон     |  | Лила, мать Мэгги |
| Мария Делвер     |  | Карла            |
| Питер Аутербридж |  | Джуди            |

## Награды
Фильм получил следующие награды:
| Награды                            | Награды | Награды                   | Награды                     | Награды    |
| ---------------------------------- | ------- | ------------------------- | --------------------------- | ---------- |
| Фестиваль / Премия                 | Год     | Награда                   | Категория                   | Победитель |
| Inside Out Film and Video Festival | 1999    | Приз зрительских симпатий | Лучший художественный фильм | Энн Уилер  |